# Tuliszków (gmina)
Tuliszków – gmina miejsko-wiejska w województwie wielkopolskim, w powiecie tureckim. W latach 1975–1998 gmina położona była w województwie konińskim.
Sieć osadniczą gminy tworzy 15 wsi sołeckich. Siedzibą gminy jest Tuliszków (dawniej Zadworna).
Według danych z 30 czerwca 2010 gminę zamieszkiwały 10 504 osoby. Natomiast według danych z 31 grudnia 2017 roku gminę zamieszkiwały 10 654 osoby.
Według danych z 31 grudnia 2019 roku gminę zamieszkiwało 10 537 osób.
Za Królestwa Polskiego gmina Tuliszków należała do powiatu konińskiego w guberni kaliskiej. 19 maja?/31 maja 1870 do gminy przyłączono pozbawiony praw miejskich Tuliszków. Gminą miejską Tuliszków stał się ponownie 7 lutego 1919 roku.
W 1927 roku pisarzem gminnym był Roman Nowaczyk, w 1928 roku został odznaczony Brązowym Krzyżem Zasługi za „zasługi w pracy społecznej i samorządowej”.

## Położenie
Gmina Tuliszków znajduje się we wschodniej części województwa wielkopolskiego, w północno-zachodniej części powiatu tureckiego, na południe od Konina.
Graniczy z gminami:
- od północy – Krzymów i Stare Miasto
- od wschodu – Turek i Władysławów
- od zachodu – Rychwał
- od południa – Malanów
- od południowego zachodu – Mycielin

Północno-zachodnia granica gminy stanowi granicę powiatu.

## Gospodarka przestrzenna
Powierzchnia gminy wynosi 149,44 km², w tym:
- użytki rolne 67,6%
- użytki leśne 29,1%,
- grunty zabudowane i zurbanizowane 2,5%
- nieużytki 0,7%.

Struktura powierzchni wskazuje na rolniczy charakter gminy, prawie 68% jej powierzchni stanowią użytki rolne, z których prawie 70% wykorzystywana jest jako grunty orne, 22,5% łąki i pastwiska, a ok. 6% sady.
Stopień zalesienia gminy jest powyżej średniej dla województwa (25,3%) i nieznacznie poniżej średniej dla Polski (29,2%).
Gmina stanowi 16,08% powierzchni powiatu.

## Środowisko przyrodnicze

### Rzeźba terenu
Rzeźba powierzchni terenu gminy jest stosunkowo zróżnicowana. Charakterystyczne są izolowane pagóry zlodowacenia środkowopolskiego, porozdzielane szerokimi dolinami rzecznymi o płaskim, zazwyczaj podmokłym dnie. Dość liczne są utrwalone wydmy poprzeczne (na południowy zachód od Tuliszkowa) oraz wielki wał wydmowy, utworzony przez utrwalone wydmy paraboliczne, długości 6–7 m i spadkach dochodzących do 30%. Na terenach występowania pagórów spadki wynoszą 5–20%, a wysokości względne bardziej zróżnicowane. Najniżej położony punkt znajduje się w pobliżu północno-zachodniej granicy gminy, na brzegu rzeki Powy. Jego wysokość bezwzględna wynosi 98,2 m n.p.m. Najwyżej położony punkt, ok. 171 m n.p.m., znajduje się na południowej granicy gminy.

### Wody powierzchniowe i podziemne
Obszar gminy usytuowany jest w zlewni Warty, odwadniany jest przez jej lewe dopływy Powę i kanał Topiec. Na terenie gminy brak jest większych, naturalnych zbiorników wodnych, występują jedynie niewielkie stawy naturalne oraz większe, utworzone wskutek spiętrzenia wód Powy, Pokrzywnicy i Topca.

### Gleby
Gmina posiada niekorzystne warunki gospodarowania. Brak jest gruntów klas I i II, grunty III klasy zajmują ok. 6%, a klasy IV niecałe 10% ogólnej powierzchni. Prawie połowę gruntów stanowi klasa najmniej żyzna VI, a wraz z klasą VIz – zajmują 54% powierzchni gminy.

### Klimat
Klimat gminy charakteryzuje się częstszym niż na terenach pozostałych występowaniem dni słonecznych lub z małym zachmurzeniem (41,8 dni w roku) oraz dni z przymrozkami – 78 razy w roku. Występuje względnie duża liczba dni bez opadu – 209,4. W regionie występuje najwięcej dni bardzo ciepłych (średnia dobowa temp. 15,1–25 °C), przeciętnie 88. Średnia roczna temp. wynosi 8 °C. Okres wegetacyjny trwa 210–220 dni. Suma opadów jest niska, wynosi 550–600 mm/rok.

### Fauna i flora
Na terenie gminy zinwentaryzowano 28 gatunków roślin objętych ochroną ścisłą i 14 gatunków pod ochroną częściową. Wśród nich są gatunki uznane za wymierające w Wielkopolsce, np.: dziewięćsił bezłodygowy, mieczyk dachówkowaty, widłak wroniec, kosaciec syberyjski i gnieździk leśny. Gatunki narażone to: goździk pyszny, lilia złotogłów, stoplamek szerokolistny, widłak spłaszczony, rojnik pospolity, sasanka łąkowa, pełnik europejski i bagno zwyczajne. Gatunki uznane za rzadkie to m.in.: goździk piaskowy, widłak jałowcowaty i widłak goździsty. Zinwentaryzowano również stanowiska 16 gatunków roślin chronionych uznanych jako niezagrożone na terenie Wielkopolski.
Na obszarze gminy występują m.in. łosie, jelenie, sarny, dziki, zające, bażanty, kuropatwy, lisy, borsuki, króliki, piżmaki i tchórze.

## Demografia

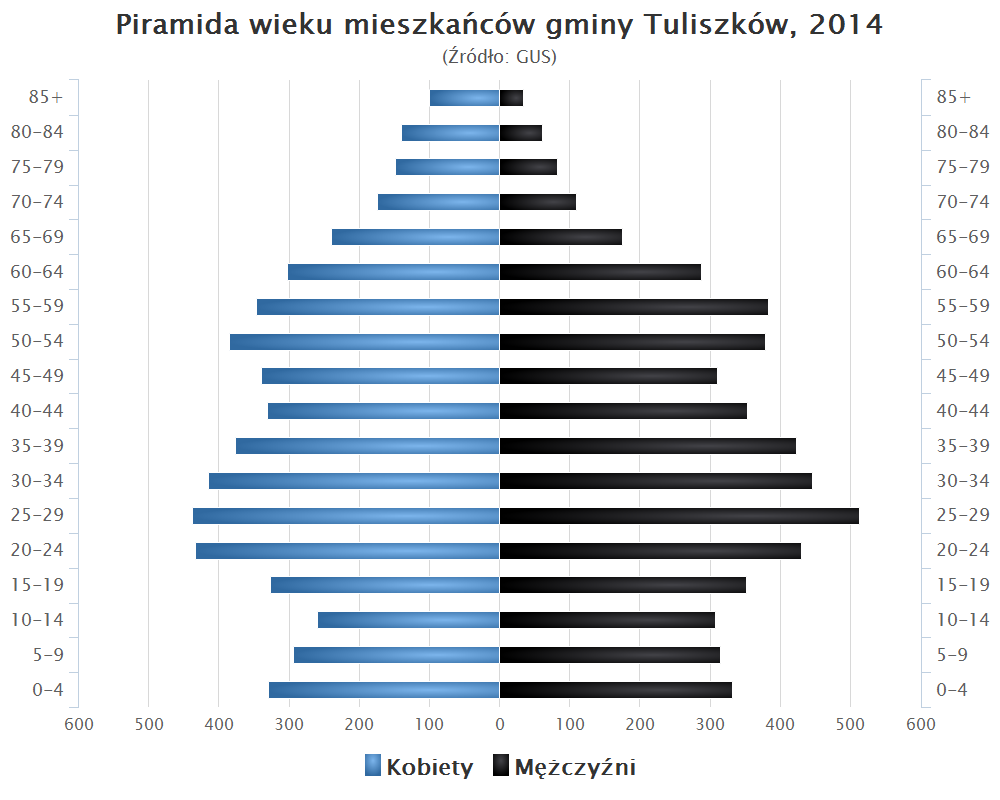
Piramida wieku mieszkańców gminy Tuliszków w 2014 roku

Dane z 30 czerwca 2010:
| Opis                              | Ogółem | Ogółem | Kobiety | Kobiety | Mężczyźni | Mężczyźni |
| --------------------------------- | ------ | ------ | ------- | ------- | --------- | --------- |
| Jednostka                         | osób   | %      | osób    | %       | osób      | %         |
| Populacja                         | 10 504 | 100    | 5307    | 50,5    | 5197      | 49,5      |
| Gęstość zaludnienia [mieszk./km²] | 70,3   | 70,3   | 35,5    | 35,5    | 34,8      | 34,8      |

## Ochotnicza Straż Pożarna
- Ochotnicza Straż Pożarna w Gadowskich Holendrach,
- Ochotnicza Straż Pożarna w Grzymiszewie,
- Ochotnicza Straż Pożarna w Kiszewach,
- Ochotnicza Straż Pożarna w Krępie,
- Ochotnicza Straż Pożarna w Nowym Świecie,
- Ochotnicza Straż Pożarna w Ogorzelczynie,
- Ochotnicza Straż Pożarna w Piętnie,
- Ochotnicza Straż Pożarna w Rudzie,
- Ochotnicza Straż Pożarna w Sarbicku,
- Ochotnicza Straż Pożarna w Smaszewie,
- Ochotnicza Straż Pożarna w Tarnowej,
- Ochotnicza Straż Pożarna w Tuliszkowie,
- Ochotnicza Straż Pożarna w Wielopolu,
- Ochotnicza Straż Pożarna w Wróblinie[11]

## Sąsiednie gminy
Krzymów, Malanów, Mycielin, Rychwał, Stare Miasto, Turek, Władysławów